# Ви не все сказали, мосьє Фарран
«Ви не все сказали, мосьє Фарран» (фр. Le Soleil des voyous, італ. Il più grande colpo del secolo, рос. Солнце бродяг) — франко-італійський кримінальний фільм 1967 року режисера Жана Деланнуа. Екранізація твору американського журналіста  письменника Джона М. Флінна «Action Man» (1961).

## Сюжет
Колишній гангстер «у відставці» Денис Фарран (Жан Габен) веде спокійне, розмірене життя забезпеченого буржуа разом з дружиною Марі-Жанною (Сюзанна Флон). У них невеличкий бар «Доміно», де йому допомагає прекрасна Бетті (Маргарет Лі), і затишний будиночок за містом. Ферран голова місцевого клубу кінолюбителів і, нудьгуючи, знімає з вікна свого помешкання все що відбувається біля банку на протилежному боці вулиці. Спостерігаючи він зауважив, що кожного місяця у один і той же час, ще до відкриття банку для відвідувачів, приїжджає конвой, щоб забрати зарплату для працівників ядерного центру. Це величезна сума — 500 мільйонів, спокуса дуже велика. У Феррана визріває грандіозний план пограбування. Випадкова зустріч з давнім другом Джимом (Роберт Стек), з яким він колись він воював у Індокитаї, прискорює розвиток подій… 

## Ролі виконують
- Жан Габен — Денис Фарран, колишній гангстер відомий як «Перфекціоніст»
- Роберт Стек — Джим Беклі, друг Дениса
- Маргарет Лі[fr] — Бетті
- Сюзанна Флон — Марі-Жанна Фарран, дружина Дениса
- Жан Топар — пан Анрі
- Вальтер Гіллер[de] — Моріс Лябрус, чоловік завербований Денисом
- Жорж Лікан — Тоніо, гангстер
- Альберт Мішель — Гастон, робітник гаража
- Анрі Куте — охоронець